# مرل (شرکت)
مِرِل  (Merrell) یک شرکت سازنده پاافزار و کفش کوهنوردی آمریکایی است که در سال ۱۹۸۱ توسط جان شوایتزر در راکفورد میشیگان پایه‌گذاری شد. محصولات این شرکت آمریکایی شامل لباس و کفش‌های کوهنوردی، صخره نوردی، و کوه پیمایی است. درآمد این شرکت در سال ۲۰۱۰ میلادی بالغ بر ۵۰۰ میلیون دلار بود.